# Толедська архідіоцезія
Толе́дська архідіоце́зія (лат. Archidiœcesis Toletana; ісп. Archidiócesis de Toledo) — архідіоцезія римського обряду Католицької церкви в Іспанії, з центром у місті Толедо. Охоплює терени провінцій Толедо, Касерес і Бадахос. Входить до складу Толедської церковної провінції.  Заснована 325 року. Голова — архієпископ Толедський. Центральний храм — Толедський собор. Суфраганні діоцезії — Альбасетська, Куенківська, Сігуенсо-Гвадалахарська і Сьюдад-Реальська. Площа — 19,333 км². Населення — 719,482 ос.; з них католики — 636,477 ос. (88.5%). Чинний голова — Брауліо Родрігес Плаза, архієпископ Толедський. Толедські архієпископи мають титул примасів та військових вікаріїв Іспанії.

## Толедська церковна провінція
- Толедська архідіоцезія
- Альбасетська діоцезія
- Куенківська діоцезія
- Сігуенсо-Гвадалахарська діоцезія
- Сьюдад-Реальська діоцезія

## Архієпископи
- Брауліо Родрігес Плаза

## Статистика
Згідно з «Annuario Pontificio» і Catholic-Hierarchy.org:
| Рік  | Населення | Населення | Населення | Священики | Священики | Священики | Священики           | Диякони | Ченці    | Ченці | Парафії |
| Рік  | католики  | загалом   | %         | загалом   | секулярні | ченці     | вірних на священика | Диякони | чоловіки | жінки | Парафії |
| ---- | --------- | --------- | --------- | --------- | --------- | --------- | ------------------- | ------- | -------- | ----- | ------- |
| 1950 | 755.857   | 755.867   | 100,0     | 374       | 307       | 67        | 2.021               |         | 278      | 1.451 | 364     |
| 1970 | 554.272   | 554.950   | 99,9      | 481       | 378       | 103       | 1.152               |         | 138      | 1.097 | 245     |
| 1980 | 507.790   | 508.620   | 99,8      | 440       | 380       | 60        | 1.154               |         | 121      | 1.210 | 257     |
| 1990 | 488.145   | 490.320   | 99,6      | 406       | 340       | 66        | 1.202               |         | 169      | 1.057 | 259     |
| 1999 | 547.760   | 550.095   | 99,6      | 443       | 390       | 53        | 1.236               |         | 153      | 981   | 265     |
| 2000 | 556.972   | 557.953   | 99,8      | 459       | 399       | 60        | 1.213               |         | 147      | 1.050 | 266     |
| 2001 | 557.235   | 558.721   | 99,7      | 462       | 401       | 61        | 1.206               |         | 160      | 1.054 | 268     |
| 2002 | 551.400   | 566.774   | 97,3      | 486       | 425       | 61        | 1.134               |         | 154      | 1.062 | 268     |
| 2003 | 547.821   | 560.576   | 97,7      | 468       | 411       | 57        | 1.170               |         | 147      | 1.158 | 268     |
| 2004 | 566.538   | 574.409   | 98,6      | 476       | 422       | 54        | 1.190               |         | 173      | 1.048 | 268     |
| 2010 | 636.477   | 719.482   | 88,5      | 480       | 443       | 37        | 1.325               |         | 97       | 893   | 270     |
| 2014 | 634.669   | 735.154   | 86,3      | 469       | 436       | 33        | 1.353               |         | 104      | 1.034 | 270     |